# Arabella
Az Arabella eredete vitás, valószínűleg a latin “orabilis” szóból ered, melynek jelentése: megválaszolt ima. Mások szerint egy spanyol névből származik, a jelentése: kis arab nő. 

## Rokon nevek
Bella

## Gyakorisága
Az újszülötteknek adott nevek körében az 1990-es években igen ritka volt. A 2000-es és a 2010-es években sem szerepelt a 100 leggyakrabban adott női név között.
A teljes népességre vonatkozóan az Arabella sem a 2000-es, sem a 2010-es években nem szerepelt a 100 leggyakrabban viselt női név között.

## Névnapok
március 13., augusztus 7.

## Híres Arabellák
- Stuart Arabella lennoxi grófnő
- Szilágyi Arabella magyar operaénekesnő